# Sojusz Rojalistyczny
Sojusz Rojalistyczny (fr. Alliance Royale) – francuskie monarchistyczne ugrupowanie polityczne istniejące od 2001.

## Historia
Sojusz został założony w 2001 przez Yves'a-Marie Adeline'a, który stał na jego czele do 2009. Obecnym prezesem AR jest Pierre Bernard. Funkcję sekretarza generalnego pełni Robert de Prévoisin. Zadaniem sojuszu jest wprowadzenie do francuskiej debaty publicznej tematu restauracji monarchii i przedstawienie Francuzom korzyści płynących z ustroju monarchicznego państwa. Ugrupowanie opowiada się przeciwko Unii Europejskiej, a za integracją państw narodowych. Sojusz ma  przedstawicielstwa we wszystkich departamentach Francji. Wydaje pismo "Bulletin officiel de l'Alliance royale", redagowane przez Y. M. Adeline.
Sojusz jest członkiem Międzynarodowej Konferencji Monarchistycznej. Młodzieżówką partii są Młodzi Rojaliści (Jeunes Royalistes).

### Wybory do Parlamentu Europejskiego 2004
W 2004 AR zdobyła 5248 głosów, które stanowiły 0,031% ogólnej liczby oddanych głosów.

### Wybory do Parlamentu Europejskiego 2009
W 2009 rojaliści zdobyli 4244 głosów, to jest 0,025%. Najlepszy wynik indywidualny, czyli 1353 głosy, osiągnął Patrick Cosseron de Villenoisy, który kandydował na eurodeputowanego w okręgu stołecznym.